# مایلو
شهر مایلو (به آلمانی: Mylau) در ایالت زاکسن در کشور آلمان واقع شده‌است.

## نگارخانه

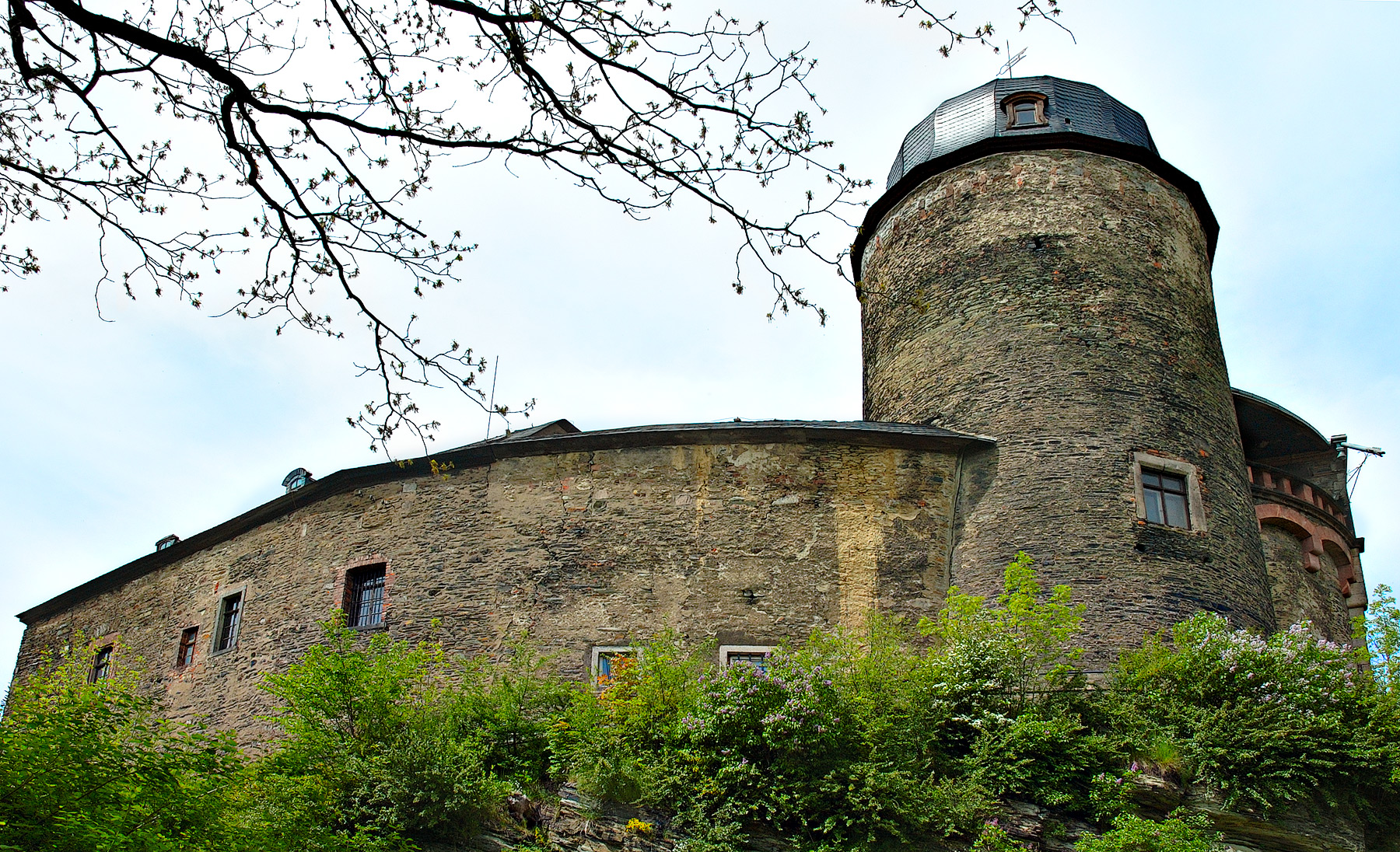
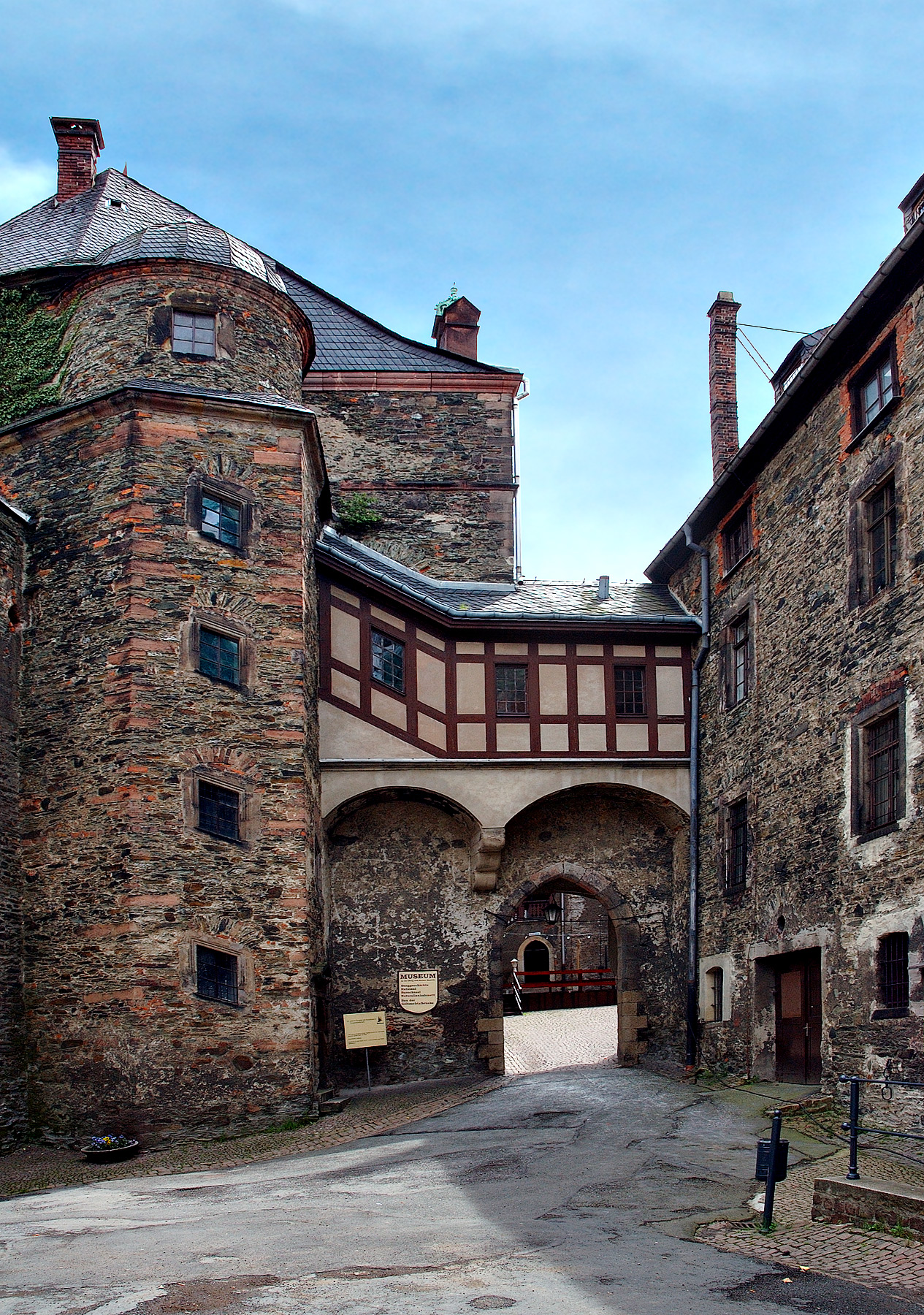
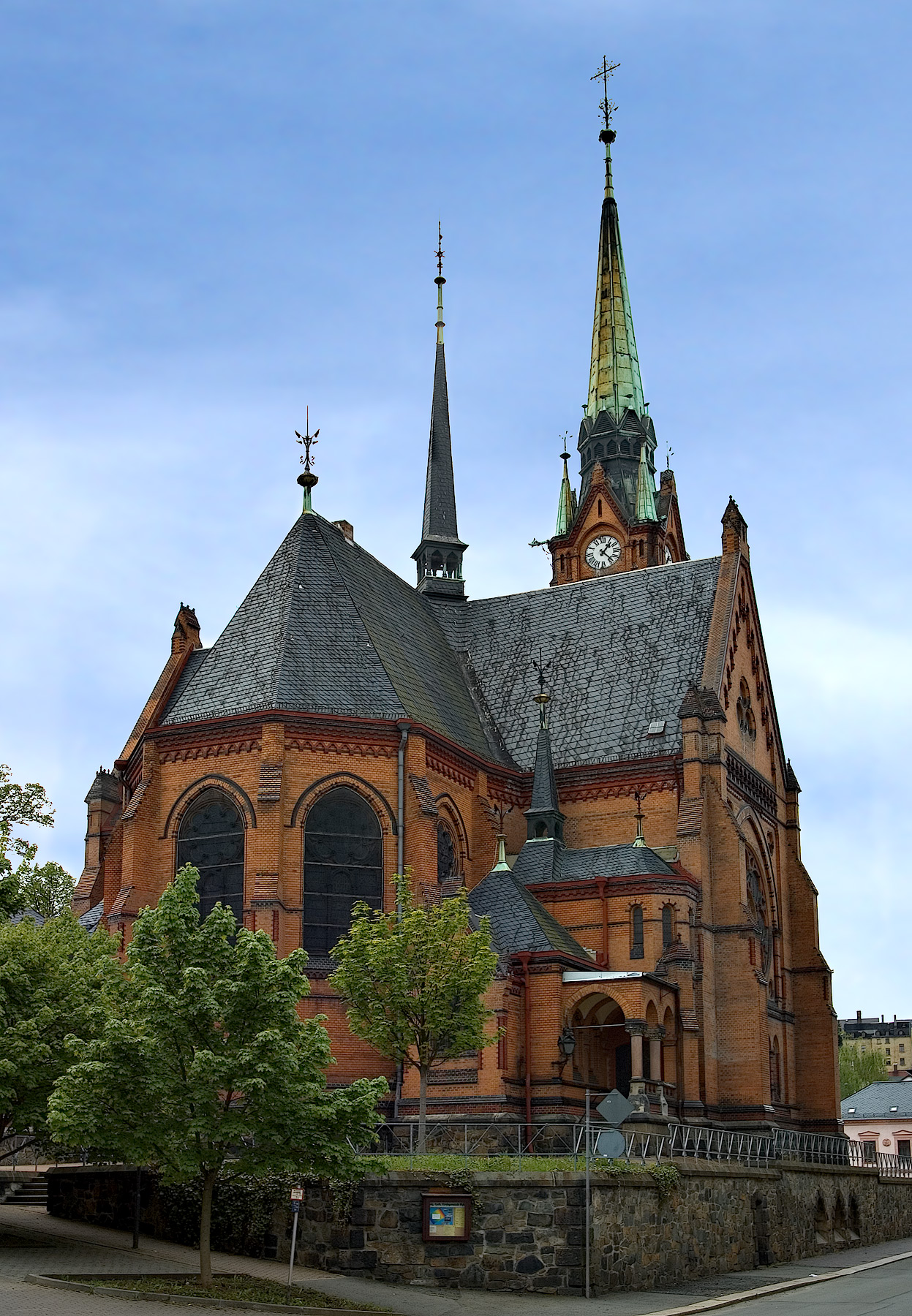